# Parides mithras
Parides mithras is een vlinder uit de familie van de pages (Papilionidae). De wetenschappelijke naam van de soort is voor het eerst geldig gepubliceerd in 1902 door Henley Grose-Smith. De naam wordt wel beschouwd als een synoniem van Parides chabrias (Hewitson, 1852).